# Lenroot (Wisconsin)
Lenroot es un municipio del condado de Sawyer, Wisconsin, Estados Unidos. Tiene una población estimada, a mediados de 2021, de 1357 habitantes.

## Geografía
Está ubicado en las coordenadas 46°7′23″N 91°25′45″O / 46.12306, -91.42917. Según la Oficina del Censo de los Estados Unidos, tiene una superficie total de 227.7 km², de la cual 212.7 km² corresponden a tierra firme y 15.0 km² son agua.

## Demografía
Según el censo de 2020, en ese momento había 1337 personas residiendo en la zona. La densidad de población era de 6.3 hab./km². El 93.94% de los habitantes eran blancos, el 0.15% eran afroamericanos, el 1.65% eran amerindios, el 0.22% eran asiáticos, el 0.75% eran de otras razas y el 3.29% eran de una mezcla de razas. Del total de la población, el 1.05% eran hispanos o latinos de cualquier raza.